# Ansar Ajoepov

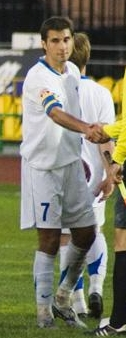
Ajoepov in 2008

Ansar Maksoetovitsj Ajoepov (Russisch: Ансар Максутович Аюпов) (Moskou, 23 maart 1972) is een Russisch voetballer die nu speelt voor Baltika Kaliningrad.
Tussen 1995 en 1999 kwam hij in Nederland uit voor FC Twente. Hij begon zijn carrière in 1991 bij Presnia Moskou, waarna hij in Rusland speelde voor Karelia Petrozavodsk, Asmaral Moskou (opgeheven in 2006) en Lokomotiv Moskou. Na zijn periode bij FC Twente speelde hij vervolgens van 1999 tot 2000 voor Dinamo Moskou, van 2001 tot 2002 voor Koeban Krasnodar, van 2003 tot 2004 bij Tsjernomorets Novorossiejsk, van 2005 tot 2007 voor Roebin Kazan en sinds 2007 speelt hij voor Baltika Kaliningrad.
Hij speelt voornamelijk rechts achterin of op het middenveld.

## Competitiewedstrijden
| Seizoen | Club      | Competitieduels |
| ------- | --------- | --------------- |
| 95/96   | FC Twente | 30              |
| 96/97   | FC Twente | 18              |
| 97/98   | FC Twente | 28              |
| 98/99   | FC Twente | 15              |